# Coprinopsis cinerea
Coprinus cinereus · Coprin cendré
Espèce
Coprinopsis cinerea, le Coprin cendré, est une espèce de champignons basidiomycètes de la famille des Psathyrellaceae.

## Taxonomie
Connu précédemment sous le nom de Coprinus cinereus, l'espèce a été transférée vers le genre Coprinopsis en 2001, à la suite d'analyses phylogénétiques qui ont montré la nécessité de réorganiser de nombreuses espèces qui étaient regroupées auparavant dans le genre Coprinus.

## Comestibilité
Des traces d'ADN trouvées dans des plaques dentaires d'hommes de Neandertal laissent penser que ceux-ci, en Belgique au moins, mangeaient ce champignon.